# ترخيص نووي
الترخيص النووي تتطلب المواد النووية واستخدامتها رخصة من نوع ما من الحكومة التي ستجري فيها الأنشطة. 
في الولايات المتحدة يتم إصدار التراخيص إما من قبل لجنة تنظيم الطاقة النووية في الولايات المتحدة أو في بعض الحالات من قبل الحكومة المحلية بالولاية التي لديها تفويض على سبيل المثال ولاية أريزونا (وكالة أريزونا للتنظيم الإشعاعي).
تستخدم بلدان أخرى غير الولايات المتحدة مخططات ترخيص مختلفة عادة على المستوى الوطني بمشاركة رسمية أو غير رسمية على مستوى الحكومة المحلية. على سبيل المثال في بريطانيا العظمى يشرف مسؤول الصحة والسلامة على التراخيص والسلامة النووية.

## الولايات المتحدة
في الولايات المتحدة تركز أنشطة الترخيص الأخيرة على الجيل القادم من المفاعلات النووية التي يجري التخطيط لها. الجهود جارية لإعداد الوثائق المطلوبة من قبل لجنة تنظيم الطاقة النووية في الولايات المتحدة بما في ذلك التقارير البيئية (المعروفة أيضًا بتقرير التأثير البيئي) والتقارير النهائية لتحليل السلامة. تم تنقيح اللوائح للسماح بالترخيص من خطوة واحدة في محاولة لإزالة المخاطر التنظيمية وتحديد القواعد والعمليات اللازمة للحصول على ترخيص لمحطة الطاقة النووية في الولايات المتحدة بشكل أفضل.